# L'Essentiel (album de Julie Pietri)
Pour les articles homonymes, voir L'Essentiel.
Albums de Julie Pietri
L'Amour est en vie
(2014)
L'Essentiel est un album compilation de Julie Pietri comprenant 2 CD et un DVD, sorti en avril 2015 chez Sun Records.
Cette anthologie est une nouvelle version de l'album de 2014 L'Amour est en vie avec un nouveau titre, un nouveau visuel, la version originale cette fois-ci de la chanson Magdalena et trois titres supplémentaires sur le CD n°1 : Tu mens, Merci et À force de toi. De plus, sur le CD n°2, Des heures hindoues remplace Message personnel.

## Disque 1
1. Magdalena[1]
Jean-Marie Moreau / Juan Carlos Calderón
2. J'me maquille blues
Jean-Marie Moreau / Alain Pewzner - L. Phillips
3. J'ai envie d'être à vous[2]
Jean-Marie Moreau / A. Hawkshaw
4. Tu mens[3]
Jean-Marie Moreau / Steven Tyler
5. Merci
Jean-Marie Moreau / Philippe Lacoste
6. Je veux croire[4]
Claude Carrère - J. Schmitt / Duiser - Elias - Soler
7. Et c'est comme si[5]
Julie Pietri / Ray Davies
8. Amoureux fous (en duo avec Herbert Léonard)
Vline Buggy / Julien Lepers
9. À force de toi[6]
Jean-Michel Bériat - Julie Pietri / Jim Diamond - Graham Lyle
10. Ève lève-toi
Julie Pietri - Jean-Michel Bériat / Vincent-Marie Bouvot
11. Nuit sans issue 
Julie Pietri - S. Troff / Vincent-Marie Bouvot
12. Immortelle[7]
P. Amar / Vincent-Marie Bouvot
13. Nouvelle vie[7]
Jean-Michel Bériat / Vincent-Marie Bouvot
14. Love is all
Julie Pietri - Christophe Jenac / Vincent-Marie Bouvot
15. Salammbô[8]
Julie Pietri - Sogann / Serge Guirao - J. Mora
16. Feeling en noir
Julie Pietri - Jean-Michel Bériat / J.J. Daran
17. Joh-Daï
Julie Pietri - Jean-Michel Bériat / J.J. Daran
18. Étrangère
Julie Pietri - Frédéric Brun / Laurent Stopnicki
19. Rome infidèle
Julie Pietri - Jean-Michel Bériat / Nicolas Jorelle - Olivier Jorelle

## Disque 2
1. Devinez-moi
Julie Pietri / François Bernheim
2. Rendez-vous
Julie Pietri / François Bernheim
3. Féminin singulière
Julie Pietri - I. Cortella
4. Fatale
Julie Pietri / François Bernheim
5. Lettre à France
Jean-Loup Dabadie / Michel Polnareff
6. Le jour se lève
Gilles Péram / Jacqueline Nero
7. Lumières
S. & S. Laloum / S. Laloum
8. Je pense à nous[9]
Julie Pietri / Chrissie Hynde - Tom Kelly - Billy Steinberg
9. Juste quelqu'un de bien
Kent
10. Évidemment
Michel Berger
11. Pour l'amour de l'amour
Julie Pietri / Sébastien El Chato
12. Des heures hindoues
Étienne Daho / David Munday
13. L'Amour est en vie
Julie Pietri - Xavier Hernault / Vincent-Marie Bouvot
14. Regarder le monde[10] (en duo avec William Saint-Val)
J. Cougaret / Jimmy Cliff
15. Canto di Sorenza (avec Voce di Corsica, Jackie Micaelli et Marie-Ange Geronimi)
A. Nachon / A. Nachon - J.C. Nachon
16. Orient Express (en duo avec Herbert Léonard)
S. Vincent / V. Barange
17. Vivre pour le meilleur
Lionel Florence / David Hallyday
18. Si on parlait de ma vie
Essaï - Julie Pietri / Essaï
19. Ève lève-toi - Remix 2010 (par Stephan Evans)
Julie Pietri - Jean-Michel Bériat / Vincent-Marie Bouvot

## Disque 3
Le disque 3 est un DVD du concert de Julie Pietri enregistré au Bataclan avec le Music Art Orchestra en novembre 2007.
Julie Pietri est accompagnée par un orchestre d'une vingtaine de musiciens (cordes, cuivres, piano, chœurs...) dont le Music Art Orchestra. Sur scène, la chanteuse revisite sept grandes chansons françaises et certains de ses plus grands succès dans des tonalités jazzy. Elle chante également un titre inédit : En attendant.
Avec sa reprise de La belle vie, Julie Pietri a souhaité rendre hommage à Sacha Distel dont elle avait été la vedette américaine à l'Olympia en 1981. Le titre Juste quelqu'un de bien fut un succès de l'année 1994 interprété par la chanteuse Enzo Enzo.
Ce spectacle est la continuité de l'album studio Autour de minuit. La vidéo du concert est complétée par une interview de l'artiste à propos du making of de ce projet.

### Titres
1. Changez tout
Michel Jonasz
2. Évidemment
Michel Berger
3. Et c'est comme si[12]
Julie Pietri / Ray Davies
4. Des heures hindoues
Étienne Daho / David Munday
5. Votre fille a 20 ans
Georges Moustaki
6. Magdalena[13]
Jean-Marie Moreau / Juan Carlos Calderón
7. Ève lève-toi
Julie Pietri - Jean-Michel Bériat / Vincent-Marie Bouvot
8. Rendez-vous
Julie Pietri / François Bernheim
9. Les mots bleus
Jean-Michel Jarre / Christophe
10. Nuit sans issue
Julie Pietri - S. Troff / Vincent-Marie Bouvot
11. La belle vie
Jean Broussole / Sacha Distel
12. En attendant[14]
Julie Pietri / Frédéric Savio
13. Juste quelqu'un de bien
Kent
14. Ève lève-toi + présentation des musiciens